# Odiham
Odiham è un paese di 4 406 abitanti della contea dell'Hampshire, in Inghilterra.

## Amministrazione

### Gemellaggi
- Sourdeval